# کاباکوو
کاباکوو (انگلیسی: Kabakovo) یک شهرک در شهرستان کارماسکالینسکی استان باشقیرستان کشور روسیه است.